# Mestiço

Estados do Brasil por grupo racial:
Maioria da população branca.
Maioria da população parda.

Mestiços são pessoas que descendem de duas ou mais etnias diferentes, possuindo características de cada uma das etnias e povos de que descendem. Pode-se citar como exemplo, pessoas que tenham antepassados negros e brancos, asiáticos e brancos ou negros e ameríndios, mistura muito comum nos países da América Latina.
Os mestiços são também chamados de mistos em Moçambique e de pardos no Brasil. É comum a utilização do termo como adjetivo nas expressões raça mestiça ou cor mestiça, sendo inclusive um dos termos aceites pelo Instituto Brasileiro de Geografia e Estatística (IBGE) para definir a população brasileira[carece de fontes?].
Existem terminologias tradicionais para vários tipos de mestiços: mulatos para descendentes de brancos e negros; caboclos e mamelucos para descendentes de brancos e indígenas; cafuzos para descendentes de negros e indígenas.
No Brasil comemora-se o Dia do Mestiço a 27 de junho no Amazonas, Paraíba e Roraima. A etnia mestiça é oficialmente reconhecida por estes estados.

## Predominância

### No Brasil
De acordo com o IBGE, 84,7 milhões de brasileiros se auto-declararam pardos em 2009, fazendo dos pardos a segunda maior cor que compõe o povo brasileiro, atrás apenas dos brancos. O percentual de pardos é o que mais cresce na população brasileira. Em 2000, os brasileiros que se auto-declaravam pardos representavam 38,5% da população; em 2006 passaram a ser 42,6% e em 2009 passaram a ser 44,2%. E a partir de 2019 passaram a ser 46,8% da população. 

### Na América Latina
Segundo o CIA World Factbook, em treze países da América Latina, a população é maioritariamente mestiça. Segundo a publicação, 95% dos paraguaios, 90% dos mexicanos e hondurenhos e salvadorenhos, 70% dos panamenhos, 69% dos nicaraguenses, 65% dos equatorianos, 59,4% dos guatemaltecos, e 68% dos venezuelanos são mestiços.